# 北海道北見緑陵高等学校
北海道北見緑陵高等学校（ほっかいどうきたみりょくりょうこうとうがっこう、Hokkaido Kitami Ryokuryo High School）は、北海道北見市にある公立（道立）の高等学校。全日制普通科。

## 沿革
- 1982年 4月1日 - 開校準備室を北海道北見北斗高等学校に設置する。
- 1982年 8月18日 - 校訓と教育目標を決定する。
- 1982年 10月15日 - 校章と制服を決定する。
- 1982年 12月28日 - 北海道立学校設置条例の一部改定により、校名を北海道北見緑陵高等学校に決定する。
- 1983年 4月1日 - 正式に開校する。
- 1983年 4月9日 - 開校式並びに第1回入学式を挙行する。
- 1984年 2月3日 - 校歌を制定する。
- 1992年 10月4日 - 創立10周年記念式典を挙行する。
- 2002年 10月19日 - 創立20周年記念式典を挙行する。
- 2002年 10月21日 - 講師松山千春による創立20周年記念講演会を挙行する。
- 2009年 4月1日 - フィールド制導入。

## 著名な出身者
- 此下弘美（AIR-G〈FM北海道〉契約アナウンサー）
- オーノキヨフミ（シンガーソングライター、音楽制作家）